# Air Macau
Air Macau is een luchtvaartmaatschappij uit Macau. Het organiseert vluchten naar meer dan 23 bestemmingen, voornamelijk op het vasteland van China, Korea en Japan. Het organiseert ook als enige luchtvaartmaatschappij de vluchten tussen China en Taiwan.
Air Macau werd opgericht in 1994 met hulp van TAP Portugal en China Southern Airlines.

## Vloot
De vloot van Air Macau bestond in juli 2016 uit:
- 4 Airbus A319-100
- 3 Airbus A320-200
- 10 Airbus A321-200